# Barátlakások
A Barátlakások a tihanyi Óvár É-i oldalán lévő meredek, 20–30 m-es bazalttufafalban, az Orosz-kőben mesterségesen létrehozott üregek, amelyek régen emberi lakhelyek voltak. A Balaton-felvidéki Nemzeti Park területén lévő Tihanyi-félszigeten, a Tihanyi Tájvédelmi Körzet É-i részén találhatók. Az üregcsoport kultúrtörténeti emlék.

## Leírás
A közhiedelem, amit a népszerű irodalom és a turistatérképek is alátámasztanak, barlangoknak tartja ezeket a mesterséges üregeket, de ki kell hangsúlyozni, hogy a barlang minden esetben természetes képződmény. Ezeknek a mesterséges üregeknek a kutatása elsősorban az archeológia és a történelemkutatás témakörébe tartozik. Ez a Kárpát-medencében, sőt egész Közép-Európában az egyetlen, viszonylag épségben fennmaradt remetetelep. Egyesek a Leánylakásokat is a Barátlakások részeként említik. A korábban feltehetően meglévő, ma már ismeretlen üregek a beomlásuk miatt semmisültek meg.
A Barátlakások egyéb összefoglaló nevei: Barlangkolostor, Barát-barlang, Barátcellák, Barát-lak, Innela, Remete-barlang, Remetelakás (Jankó 1902), Tihanyi-remetebarlangok, Tihanyi-remetelakások, Tihanyi-remetelakok, Uruzkó-Üreskő, Üreskő-barlang.

### 1. sz. Barátlakás
Egyéb elnevezései: 1. Barátlakás (Eszterhás István), 1-es sz. Barátlakás (Eszterhás István), 1-es sz. Remete-barlang (Eszterhás István), Barátlakások 4. cellacsoportjának ürege (Uzsoki András), Barátlakások első cellája (Zákonyi Ferenc), Barátlakások első csoportjának „A” ürege (Cholnoky Jenő), „C”-barlang (Rómer Flóris), Lakóbarlang (Uzsoki András).
Az Óvár É-i sziklafalában, az Orosz-kőben, a zöld jelzésű turistaút mentén, a pihenőhelytől Ny-ra az első üreg. Tengerszint feletti magassága kb. 165 m. A 3 m széles és 2 m magas bejárata É-ra néz. Hossza 4,15 m és térfogata 24 m³. Bejárata egykor teljesen fel volt falazva, ma csak egy mellvédszerű fal van benne. Falaiba bemélyedő polcokat faragtak. A hátsó falban egy dinnye nagyságú homokkőbomba van, amely alatt a benyomott tufitrétegek szemléletesen mutatják a becsapódás erejét. A mennyezetet egy jól cementált, keményebb breccsás réteg alkotja és az üreget a breccsás réteg feküjében lévő, morzsalékosabb homoktufitba faragták.

### 2. sz. Barátlakás

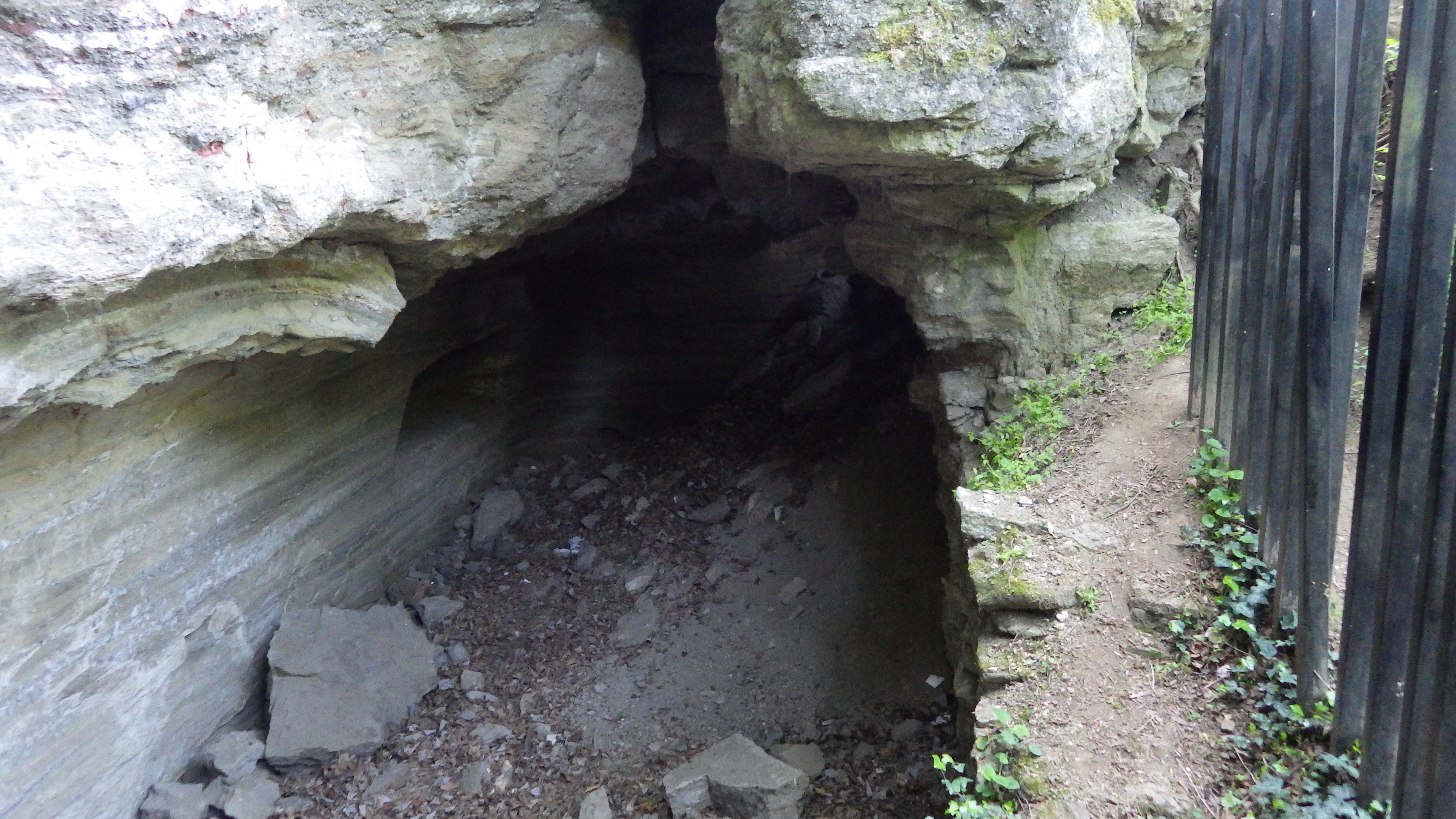
Az egyik Barátlakás

Egyéb elnevezései: 2. Barátlakás (Eszterhás István), 2-es sz. Barátlakás (Eszterhás István), 2-es sz. Remete-barlang (Eszterhás István), Barátlakások 4. cellacsoportjának ürege (Uzsoki András), Barátlakások első csoportjának „B”, „C”, „D” ürege (Cholnoky Jenő), Barátlakások második cellája (Zákonyi Ferenc), Barátlakások negyedik cellacsoportjának ürege (Uzsoki András), „C”-barlang (Rómer Flóris), Keleti kápolna (Uzsoki András).
Az Orosz-kő sziklafalában, a zöld jelzésű turistaút mentén, a pihenőtől Ny-ra a második üreg. Közvetlenül az 1. sz. Barátlakás mellett, attól 1,5 m-re található. Tengerszint feletti magassága 165 m körüli. Nem egyetlen üreg, hanem egy üregrendszer. Legnagyobb ürege 6 m széles és a bejárat 3,1 m magasan nyílik É felé. Valamikor a mennyezetig volt felfalazva, ma csak egy utólagosan épített mellvédje van. Befelé 3,7 m hosszú. A K-i, egyharmad részén alja két lépcsővel magasabban van. A Ny-i részén átfaragott ajtónyílás vezet a 2,6 m hosszú és 1,3 m széles kamrába, amelynek aljába sírgödör van faragva. A kamrából a front felé újabb átjáró vezet egy elülső, kisebb, 2,8×1,2 m-es nyitott üregbe. E kisebb üreget a nagyobbtól épített kőfal választja el. Térfogata kb. 84 m³. Kőzete megegyezik a mellette lévő 1. sz. Barátlakás befoglaló kőzetével.

### 3. sz. Barátlakás

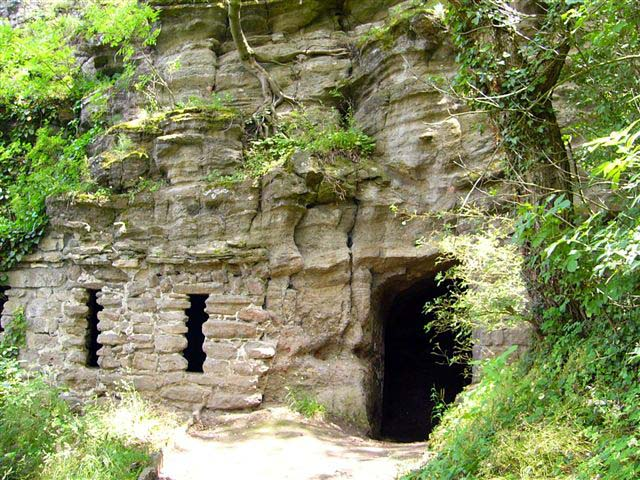
A 3. sz. Barátlakás, Priori lakás

Egyéb elnevezései: 3-as sz. Barátlakás (Eszterhás István), 3-as sz. Remete-barlang (Eszterhás István), 3. Barátlakás (Eszterhás István), Barátlakások harmadik cellacsoportja (Uzsoki András), Barátlakások második csoportjának „A” és „B” ürege (Cholnoky Jenő), „B”-barlang (Rómer Flóris), Priori lakás (Uzsoki András).
Az Orosz-kő sziklafalában, a zöld jelzésű turistaút mentén, a pihenőhelytől Ny-ra a harmadik üreg. A 2. sz. Barátlakástól kb. 30 m-re DNy-ra és 8 m-rel magasabban van. Kettős üreg. Bejárata Ny felé néz, 3 m széles és 2,3 m magas. Ez is el lehetett falazva, de ma már ebből csak néhány sor kő maradt. A bejárati első üreg 5 m hosszú és falaiban bemélyedő polcok vannak. Ebből balra átjáró vezet a másik üregbe. A második üreg front felőli falát lőrésszerű ablakokkal épített kőfal alkotja. Hossza 4,3 m és szélessége átlagosan 3 m. Az üregrendszer térfogata 60 m³. Kőzete hasonló az előbb ismertetett Barátlakások kőzetéhez.

### 4. sz. Barátlakás
Egyéb elnevezései: 4. Barátlakás (Eszterhás István), 4-es sz. Barátlakás (Eszterhás István), 4-es sz. Remete-barlang (Eszterhás István), Barátlakások 2. cellacsoportja (Uzsoki András), Barátlakások harmadik csoportja (Cholnoky Jenő), Refektorium (Uzsoki András).

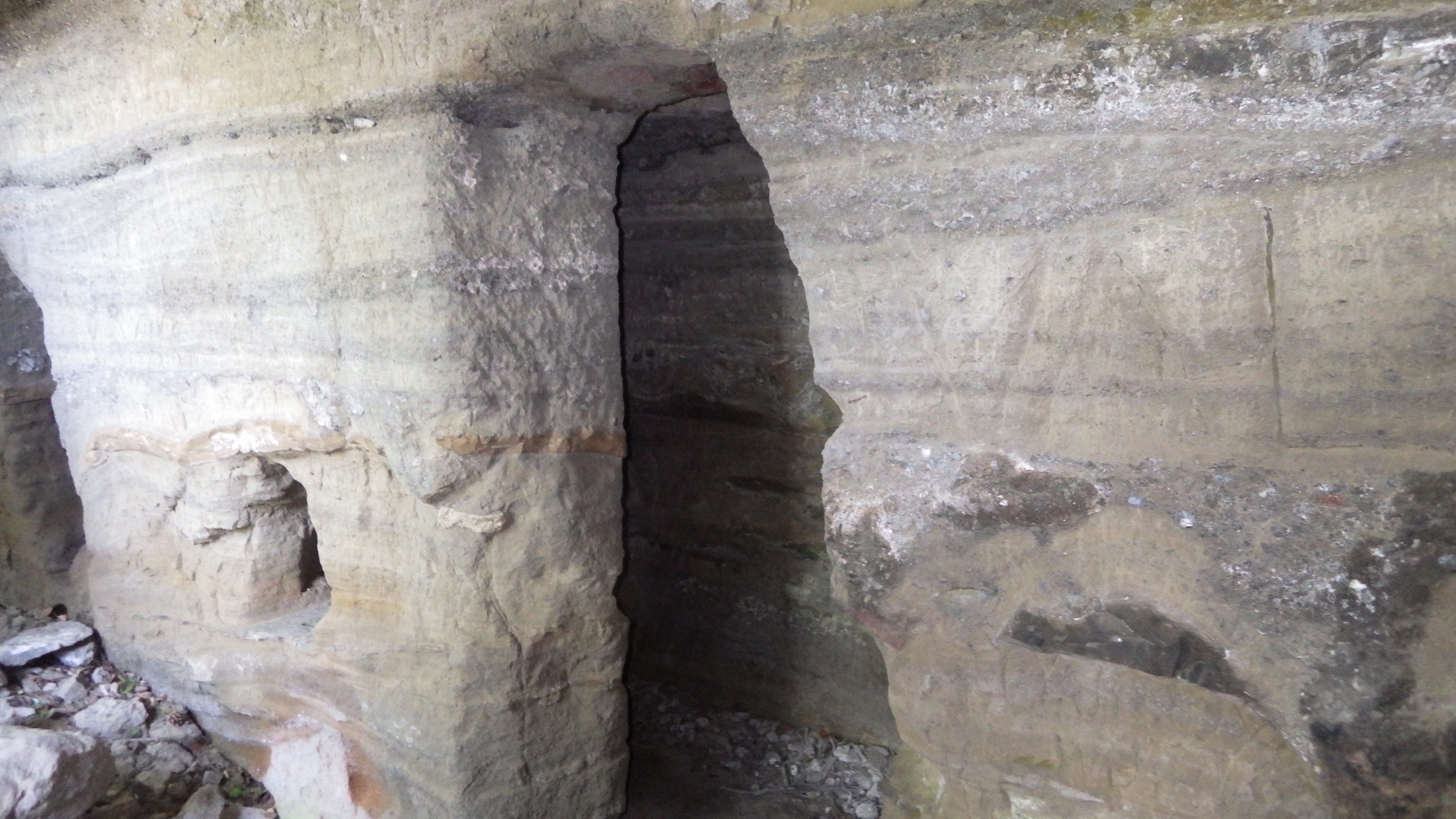
Az egyik Barátlakás belseje

Az Orosz-kő sziklafalában, a zöld jelzésű turistaút mentén, a pihenőhelytől Ny-ra a negyedik üreg. A 3. sz. Barátlakástól kb. 35 m-re nyugatabbra, az út szintjétől lefelé nyílik, mert a törmelékszint eltakarja előterét. Tengerszint feletti magassága 171 m körüli. Frontja É-ÉK felé néz. A Cholnoky Jenő által készített, 1931-ben megjelent térkép szerint az üreg bejárata a Ny-i sarokban volt, jelenleg a K-i saroknál praktikusabb bemenni. Az objektum egyetlen, téglaformájú üreg. A fronttal párhuzamos hosszabbik oldala 9,7 m, szélessége 3,8 m és magassága 2,5 m. A front felőli részt épített kőfal alkotja, ebben három ablak látszik a két végén befolyt törmelékkúpból. Lehet, hogy négy ablaka volt. Térfogata 86 m³ körüli. Kőzete hasonló az 1. sz. Barátlakás kőzetéhez.

### 5. sz. Barátlakás
Egyéb elnevezései: 5. Barátlakás (Eszterhás István), 5-ös sz. Barátlakás (Eszterhás István), 5-ös sz. Remete-barlang (Eszterhás István), „A”-barlang (Rómer Flóris), Barátlakások első cellacsoportja (Uzsoki András), Barátlakások negyedik cellacsoportjának „A” és „B” ürege (Cholnoky Jenő), Nyugati kápolna (Uzsoki András), Szikla-templom (Cholnoky Jenő).

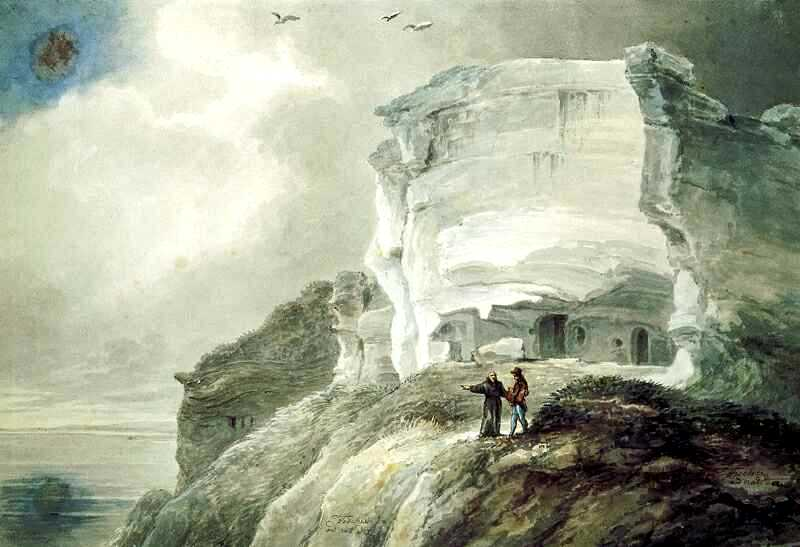
Joseph Fischer 1822 előtti vízfestménye a Barátlakásokról

Ez az üreg az Orosz-kő sziklafalában, a zöld jelzésű turistaút mellett helyezkedik el. A Barátlakások üregei közül ez található legnyugatabbra. A 4. sz. Barátlakástól 25 m-re Ny-ra, az út szintjétől 2 m-rel magasabban. Tengerszint feletti magassága kb. 170 m. Nem egyetlen üreg, hanem az 1952-es sziklaomlás által csonkolt üregrendszer. Előterének körülbelül a fele leszakadt. A Cholnoky Jenő által 1931-ben készített térképen az egész rendszer szerepelt. Az eredetileg É-ra néző, téglalap alapú előtérből egy háromszög alapú rész maradt meg, amelynek a hosszabb befogója 5,2 m, a rövidebb 4,5 m. A mennyezet magassága az ép részeken 2,1 m és az első részek felé fokozatosan magasodik a leszakadt rétegek hiánya miatt.
Az előcsarnok közepén szűk, alacsony nyíláson keskeny, 80 cm széles, 2 m-es folyosóra lehet jutni, amely a belső üregbe vezet. A belső üreg 4,7 m hosszú, 3 m széles és 2,1 m magas. Benne a K-i falnál, középen téglaformájú alakzat van faragással meghagyva. A belső üreg és a folyosó szintén faragással meghagyott fallal van elválasztva az előtértől. E falban az előbb már a folyosóval kapcsolatban említett, keskeny ajtónyíláson kívül még van egy magasabb és egy alacsonyabb ablak, valamint egy szélesebb ajtónyílás is. Az üregrendszer térfogata 67 m³. Kőzete hasonló az 1. sz. Barátlakás kőzetéhez.

## A Barátlakások száma

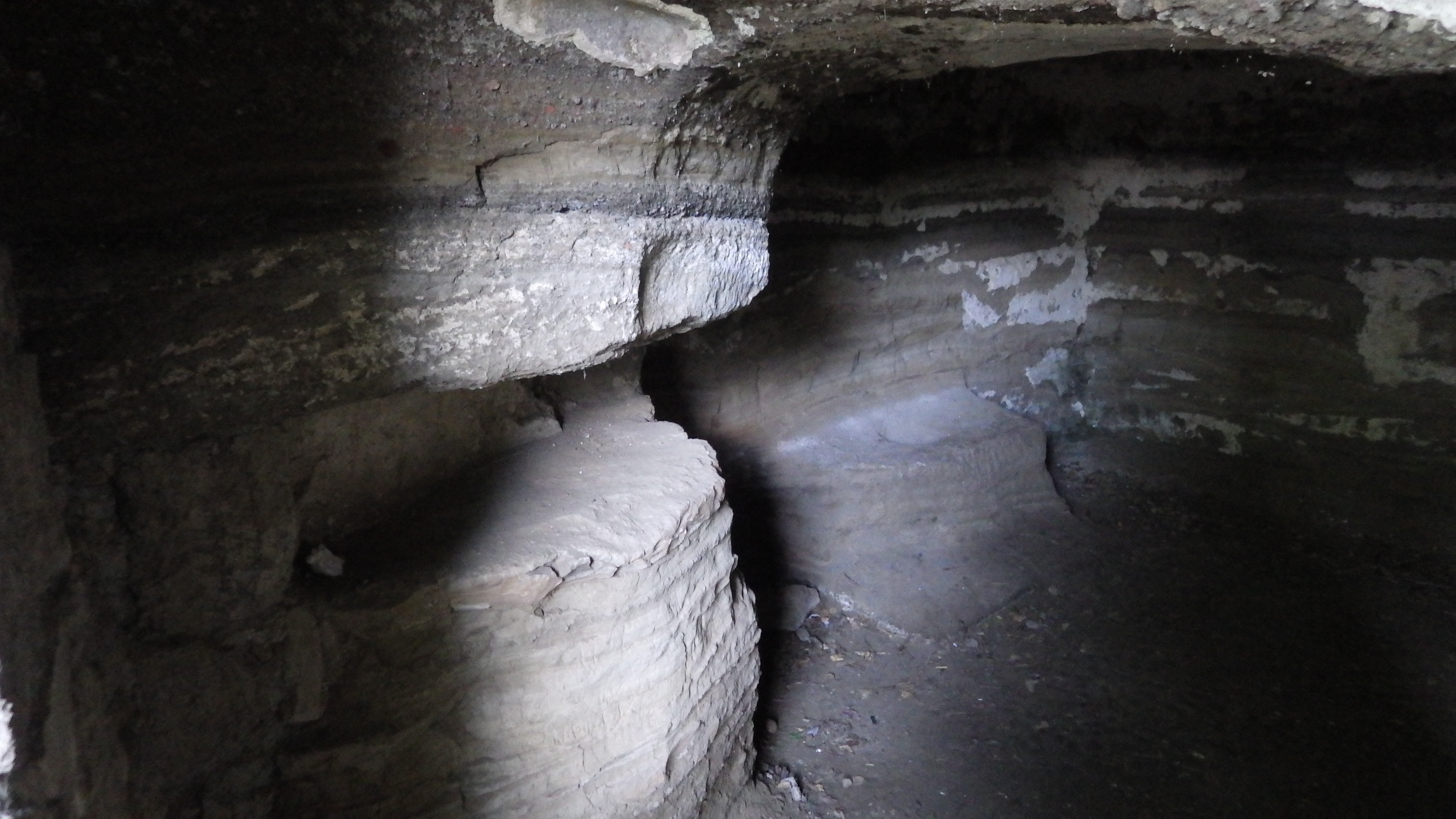
Az egyik Barátlakás belseje

Napjainkban már csak 3 épen maradt üregről szólnak a leírások. 1983-ban még 7 mesterséges üreget sikerült Eszterhás Istvánnak azonosítania a Leánylakásokkal együtt, amelyek eredetileg szintén a remetetelephez tartoztak néhány kutató szerint. Hogy eredetileg mennyi lehetett számuk az máig ismeretlen. Bél Mátyás 1737-ben kb. 10-ről írt. Dornyay Béla az 1942-es ásatásakor 9 cellát és 8 kisebb fülkét talált, amelyek később megsemmisültek. Cholnoky Jenő (1931) és Zákonyi Ferenc (1958) szerint volt a Ny-i részen egy búvóhelynek használt cella is. Ez azonban optikai csalódásnak bizonyult.

## Kutatástörténet
A Horváth Bálint által írt, 1848-ban megjelent könyvben lévő, remetelakásokról szóló könyvfejezet szerint a tihanyi apátságon kívül említésre méltók azok a sz. barlangok, vagy remetalakok, melyek csodálatra méltó munkával lettek a kemény kősziklába vágva. Ezeknek az üregeknek a neve eredetileg Urusko, azaz Üreskő, jelenleg pedig remetelakásnak nevezik azokat. Fuxhoffer ezekkel kapcsolatban azt írta, hogy: Sed postquam Helvetica confessio Tihanyinum penetravit, eius asseclae Leánylakás compellare nituntur, ad exstingvenda suis principiis contraria monumenta. Interim frustra conantur manent usque adhuc Remetelakás, seu eremitarum habitacula. A leánylakásnak nevezett két barlang el van különülve, távol van a remetelakásoktól. A leánylakás két ürege a remetalakások előtt helyezkedik el akkor, ha a visszhangtól felfelé lévő szőlők közti úton halad a látogató, majd letér a remetelakásokhoz vezető gyalogútra.

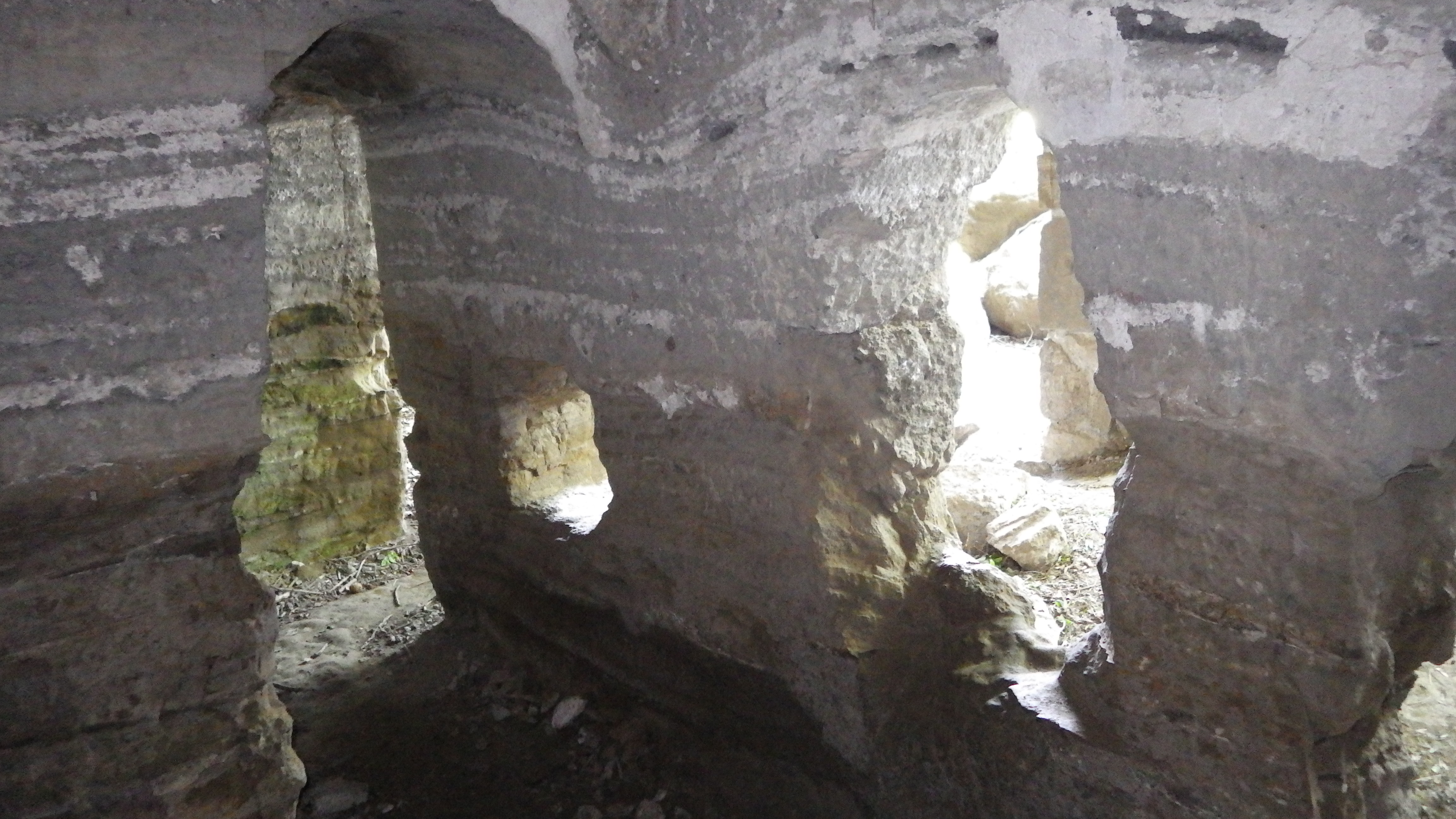
Az egyik Barátlakás belseje

A remetelakások É-ra helyezkednek el. Ez a rész 50–60 ölnyire van a Balatontól. A Balaton partjáról a remetelakásokhoz meredeken, kb. 25–30 ölnyit emelkedve vezet az út. Innen meredek kősziklákká válnak a hegyoldalak. Az ezekben a sziklákban lévő remetelakások sok munkával lettek kivájva szerzetesi lakhelynek. Nem egyenlő távolságban vannak egymástól, hanem a sziklák keménységétől függően lettek kialakítva. Kőből vannak a padok, kis asztalok is. Az egyik cellában található sziklasírból kb. 1750-ben ki lett ásatva két férfi hullája. Koporsónak nem volt nyoma. A remetelakásokban két tág szoba van. Ezek közül az egyik Szent Benedek regulája alapján oratóriumnak (imahelynek), jelenleg pedig káptalannak van nevezve. Az üregbe belátogató talál az üreg bal oldalán egy kápolnát, melyben van egy oltár, melynek tumbája kőből van készítve. Annak közepén van egy mélyre vájt lyuk, amely az egyházi szokás szerint ereklyék tartására való. A kápolnából nyílik az imahelyre két bejárat.
A két bejáratot sziklából kivágott oszlop választja el egymástól. Az imahelyet a szerzetesek imádkozásra és szent beszélgetésekre szokták használni Szent Benedek regulájának megfelelően. Azért van két bejárat kialakítva, mert így a friss levegő és a napfény gyorsabban be tud jutni. Ezen a kápolnán kívül van még egy kápolna, mely viszonylag épnek tűnik. Ebből a kápolnából szintén át lehet menni egy külön helyiségbe. A többi négy üreg beomlott. A helyiségek és a kápolnák oldalfalai annyira simák, mintha egy jól dolgozó kőműves készítette volna őket. A minden vallásost leromboló, a megtalálható írott oklevelek ellenére is tagadni akaró jelenlegi állapot szerint ezek a csendes lakok sem isteni szolgálatra magukat elszánt remeték számára készültek a régmúltban, hanem azok a környéket dúló törökök ellen védekező magyar sereg őrhelyei voltak. Elképzelhető, hogy a török pusztítás idején az említett célra is használva voltak a remeték csendes lakhelyei, de ezeknek a barlangoknak célja nem ez volt, melyet néhány idézett oklevél bizonyít.

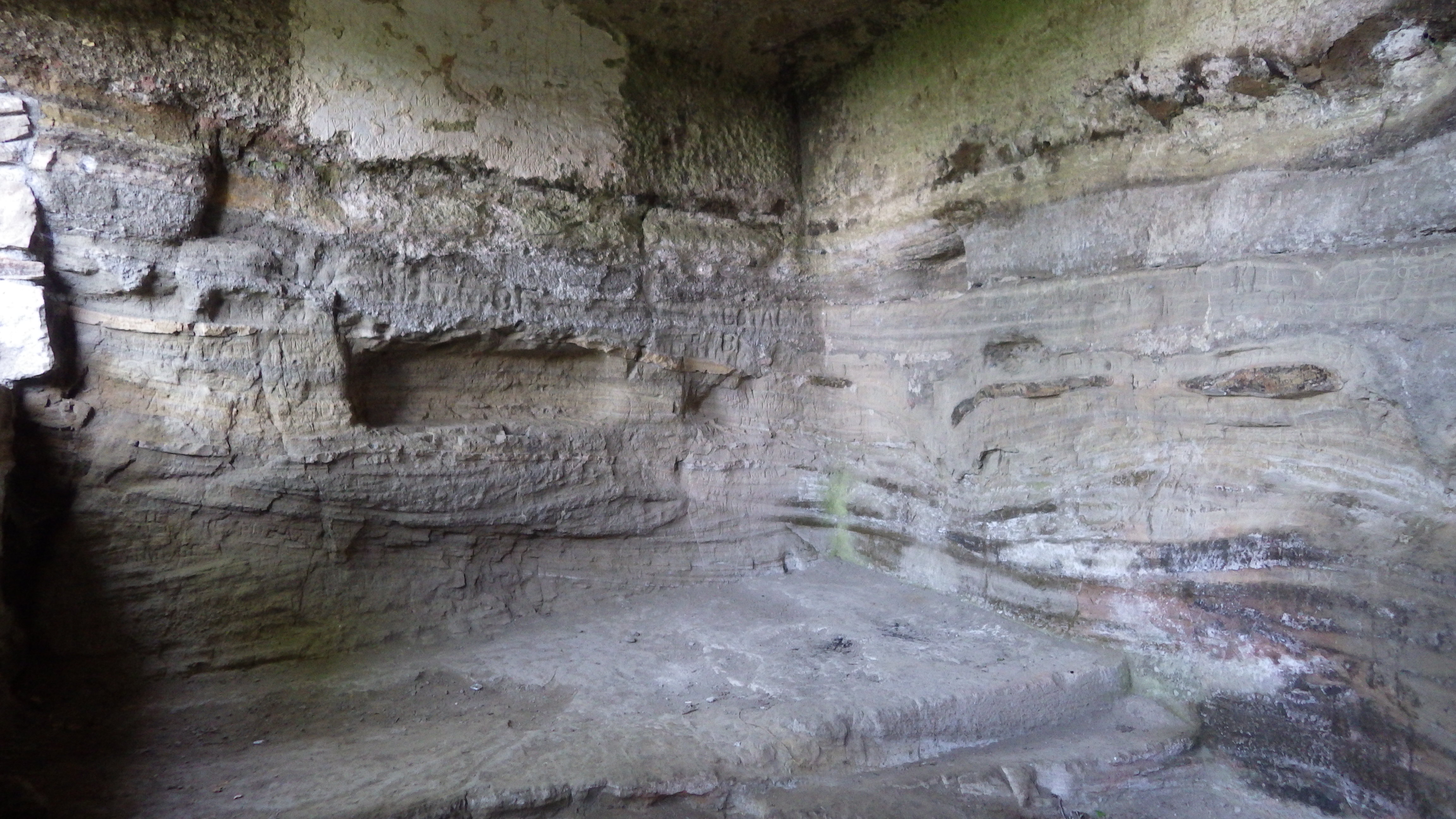
Az egyik Barátlakás belseje

A Jankó János által írt, 1902-ben publikált tanulmányban az olvasható, hogy vannak barlangok Tihanyban is (Lánylakás, Remetelakás, Szuklalikja). Ezek bazalttufába vájt nagyobb lakások. Egyikük vakolt homokkőfallal, másikuk lőréses fallal van ellátva. Ezek a tihanyi barlanglakások menhelyek vagy remetelakások voltak. Kár, hogy azokkal kapcsolatban pontosabb információ eddig nem derült ki. Az 1932-ben kiadott, Az Aggteleki cseppkőbarlang és környéke című könyvben, a Bakony hegység barlangjairól szóló részben meg van említve, hogy a Remetebarlangok Tihanyban helyezkednek el.
Az 1937-ben megjelent, Szeghalmy Gyula által írt könyvben szó van arról, hogy a Tihanytól É-ra található Óvár és az avarsáncok mögött, a Balatonra tekintő hegyoldalban sorakoznak a tihanyi Remete-barlangok. Ezek a barlangok abban a miocénben feltörő sárvulkánok kemény, sötét színű, pala és permi vöröshomokkő darával teli tufakőzetében jöttek létre, amely a Kolostor-dombon és Visszhang-dombon keresztül, az Óvár Füred felé néző oldalában néhány helyen meredeken szakad le a Balaton fölé. A barlangok a Balaton szintje felett kb. 60 m magasságban vannak. Mivel remeték laktak a barlangokban évszázadokon keresztül, akik többé-kevésbé átalakították a maguk céljaira a természetformálta üregeket, ezért jelenleg nehéz megállapítani, hogy ezekben az üregekben mi a természet és mi az ember műve.

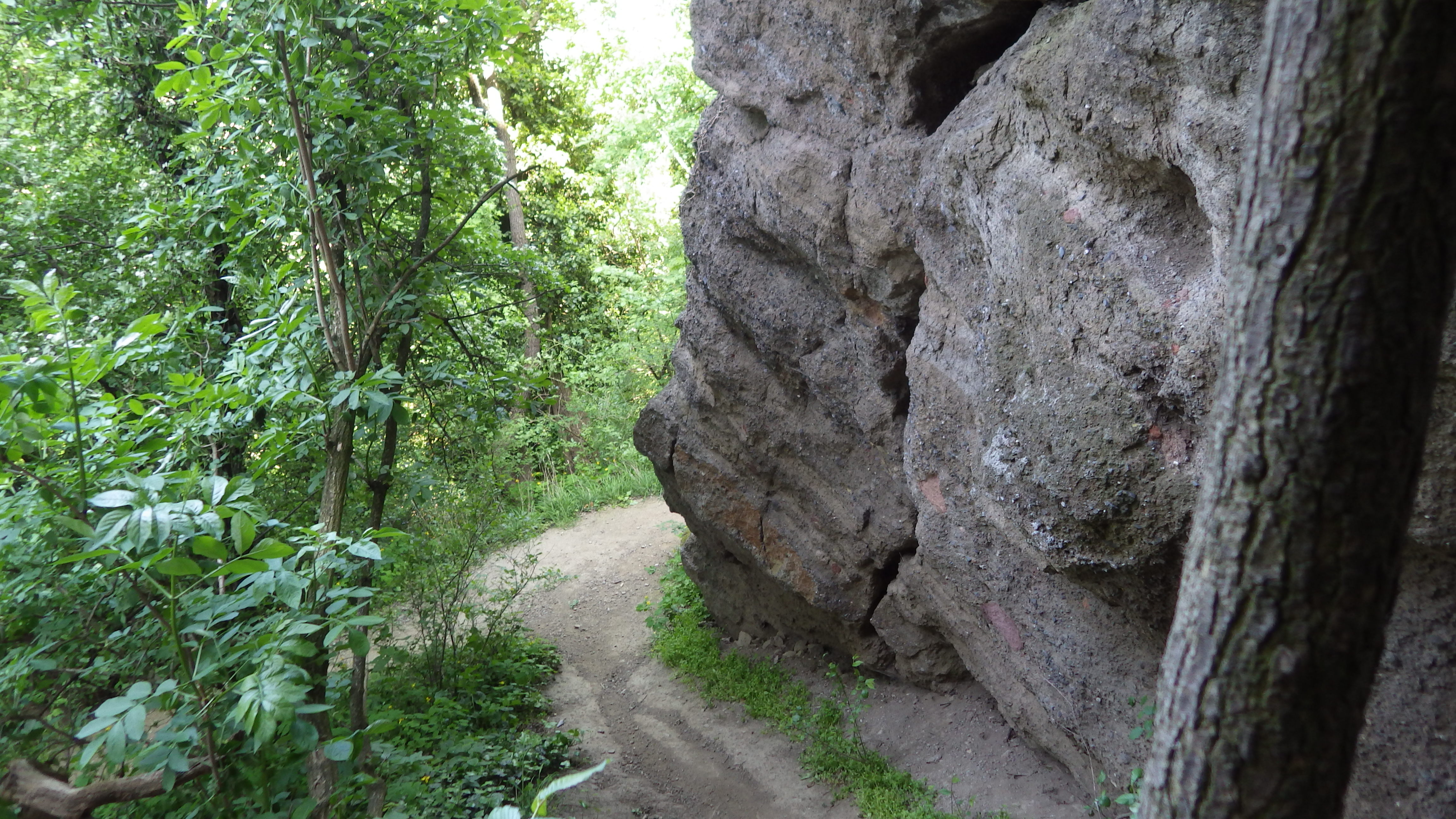
A Barátlakások környéke

1942-ben Dornyay Béla ásatott az üregekben. 1984-ben régészeti és geológiai feltárást végeztek bennük, amelynek során több csontváz is előkerült. 1994-ben a sziklafalat és a még meglevő cellákat stabilizálták.
A 2005-ben napvilágot látott, Magyar hegyisport és turista enciklopédia című kiadványban önálló szócikke van az üregeknek. A szócikk szerint a tihanyi barátlakások kultúrtörténeti emlékek. A Tihanyi Tájvédelmi Körzet É-i részén, az Óvár oldalában helyezkednek el. A jól rétegzett bazalttufában található kisebb-nagyobb üregeket I. András királlyal (1047–1061) a kievi udvarból érkezett görögkeleti szerzetesek hozták létre, és használták kb. 100 éven keresztül. Elsőként Rómer Flóris közölte a Magyarhoni lakott barlangok című munkájában a cellacsoport tudományos igényű leírását. A lakás, imahely céljaira vésett fülkék közül legnagyobb a Kápolna-barlang. Omlásveszélyessé váltak az 1990-es évekre. Terméskőfalak és oszlopok segítségével biztosíttatta a természetvédelem a nagyon látogatott területet. Jelenleg kényelmes sétával tekinthetők meg. A 2013-ban publikált, Varga Gábor által írt tanulmányban a Veszprém megyében lévő Tihanyban elhelyezkedő és 9423 lelőhely-azonosítójú Barátlakások a mesterséges üregként nyilvántartott régészeti lelőhelyek közé vannak sorolva.

## Külső hivatkozások
- balatoniromok.blogspot.com
- tihanyinfo.com
- romokon.blogspot.com